# Paropsimelina alessandrae
Paropsimelina alessandrae es una especie de insecto coleóptero de la familia Chrysomelidae.
Fue descrita científicamente en 2005 por Daccordi.